# Danni Washington
Daniell "Danni" Washington es una activista, artista y presentadora estadounidense que hace campaña por océanos más limpios y libres de plástico. Fundó la organización sin fines de lucro Big Blue & You. Washington presenta los programa de televisión basados en STEM: Xploration Nature Knows Best, Mission Unstoppable, y la serie web Science the $#!* out of it.

## Carrera profesional
Washington creció en Miami, Florida y tiene herencia jamaicana. Estudió Ciencias Marinas/Biología en la Escuela Rosenstiel de Ciencias Marinas y Atmosféricas de la Universidad de Miami, donde se graduó en 2008.
Cuando tenía 21 años, Washington y su madre cofundaron Big Blue & You, un grupo activista destinado a enseñar a los jóvenes sobre los mares del mundo y los problemas que enfrentan.
Washington ganó $10,000 para la gira Follow Your Heart, patrocinada por Roxy, y los invirtió en el inicio del ArtSea Festival en Virginia Key Beach, Miami, destinado a utilizar artesanías, diseño y puestos interactivos para involucrar a los niños con la ciencia y el océano. La playa fue elegida dado su valor como la única playa importante en el área abierta a personas de color durante la era de Jim Crow de segregación racial. La propia Washington se viste como la 'Sirena Mocha' para el evento para alentar a las mujeres jóvenes a la conservación marina. Caribbean National Weekly honró a Washington como una de las 'Diásporas de Jamaica 20 menores de 40 años' por su trabajo con el activismo oceánico y como la 'Sirena Mocha'.
En 2016, Washington comenzó a presentar su propio programa de televisión en la serie de programas Xploration Station para Fox. El programa se llamó Xploration Nature Knows Best y analiza las formas en que los científicos se inspiran en el mundo natural para lograr grandes hazañas de ingeniería e innovación. El programa duró dos temporadas y se considera a Washington como la primera mujer afroamericana en presentar su propio programa científico. Fue coanfitriona de dos temporadas de "Science the $#!* Out of It" con la comediante Krystyna Hutchinson. En el 2019, se convirtió en parte del equipo del programa STEM Mission Unstoppable dirigido por mujeres.
En 2018, Washington fue la anfitriona de un panel de discusión en el American Black Film Festival y oradora invitada (junto con la activista oceánica Anna Oposa) en la Conferencia de Asuntos Globales de Borneo de la International School Brunei a la que asistió Sarah, Princesa Heredera de Brunéi. El mismo año Washington recibió un premio Global Impact en la gala EarthXGlobal en el Museo de Naturaleza y Ciencia de Perot junto a Nike, Buzz Aldrin, Garrett Boon, Parley for the Oceans y John R. Seydel III.

### "Untamed Science"
Washington trabajó como director de cámara y cineasta durante tres años en "Untamed Science". Esta iniciativa colaboró con Pearson Publishing para crear aproximadamente 200 películas educativas K-12.  Archivado el 14 de noviembre de 2016 en Wayback Machine. Se estima que aproximadamente el 65% de los estudiantes en las aulas de EE. UU. pueden haber usado estos videos antes de graduarse.

### "Xploration Nature Knows Best" (2016-presente)
Washington trabaja como presentadora de "Xploration Nature Knows Best", una serie de televisión educativa STEM, que se centra en los avances tecnológicos de inspiración biológica. A partir del 3 de noviembre de 2019, se encuentra en su segunda temporada y está sindicado en FOX.

### "Mission Unstoppable" (2019 - presente)
Washington se unió a la anfitriona Miranda Cosgrove como parte de un equipo de liderazgo femenino que presenta a mujeres líderes actuales en áreas STEM en el programa de CBS Mission Unstoppable.

## Honores y premios
- Becaria "Green for All" (2007-2010)[15]
- Ganadora del ROXY Follow Your Heart Tour[5]
- Becaria "Together Green" Toyota y Audubon Society (2011)[16]
- Innovadora STEM10 de CA Technologies 2017
- Ganadora del premio a la Líder Emergente del Año de la Gala Global EarthX 2018[17]